# فقمة بوسا
فقمة بوسا أو بوسا (الاسم العلمي: Pusa)، جنس من الفقمات عديمات الأذن، ضمن فصيلة الفقميات. وأنواعه ثلاثة
```
في الأصل كانت في جنس 
الفقمة
 (Phoca) وفُصلت منه وضمت إلى جنس بوسا، ولا تزال بعض المصادر تجعل Phoca مرادف مقبول لـ Pusa.
```

توجد أنواعه الثلاثة في مناطق القطب الشمالي وشبه القطبية، وكذلك حول بحر قزوين. وهذا يشمل البلدان والمناطق التالية: روسيا وفنلندا والدول الاسكندنافية وبريطانيا وغرينلاند وكندا والولايات المتحدة وإيران وأذربيجان وكازاخستان واليابان. نظرًا لتغير الظروف البيئية المحلية، فإن الفقمة الحلقية الموجودة في المنطقة الكندية لها أنماط نمو مختلفة. تنمو الفقمات الحلقية الشمالية الكندية ببطء حتى تصل إلى حجم أكبر، بينما تنمو الفقمات الجنوبية بسرعة إلى حجم أصغر.
هناك فقط نوع واحد من بوسا مهدد بالانقراض وهو فقمة بحر قزوين، في حين أن نويعان من الفقمة الحلقية معرضة للخطر ومهددة بالانقراض، فقمة لادوجا وفقمة سايما الحلقية.
وأصل اسم بوسا غرينلاندي، ويعني الفقمة أو الذي يظهر على الماء.

## الأنواع
| الصور | الاسم العلمي                                         | الاسم الشائع   | التوزيع |
| ----- | ---------------------------------------------------- | -------------- | --- |
|       | Pusa caspica – (صامويل غوتليب جملين, 1788)           | فقمة بحر قزوين | بحر قزوين |
|       | Pusa hispida – (يوهان كريستيان دانيل فون شربر, 1775) | فقمة حلقية     | الساحل الشمالي لليابان في المحيط الهادئ ، وعبر سواحل شمال المحيط الأطلسي لغرينلاند والدول الاسكندنافية حتى جنوب نيوفاوندلاند، وتشمل نويعان من المياه العذبة في شمال أوروبا |
|       | Pusa sibirica – Gmelin, 1788                         | فقمة بايكال '  | بحيرة بايكال في سيبيريا، روسيا |

## التصنيف
|  | \| \| فقمة حلقية \| \| \| \| \| \| فقمة بايكال \| \| \| \| |
|  |                                                            |
|  | فقمة بحر قزوين                                             |
|  |                                                            |
|  | فقمة حلقية                                                 |
|  |                                                            |
|  | فقمة بايكال                                                |
|  |                                                            |

|  | فقمة حلقية  |
|  |             |
|  | فقمة بايكال |
|  |             |

|  | \| \| فقمة حلقية \| \| \| \| \| \| فقمة بايكال \| \| \| \| |
|  |                                                            |
|  | فقمة بحر قزوين                                             |
|  |                                                            |
|  | فقمة حلقية                                                 |
|  |                                                            |
|  | فقمة بايكال                                                |
|  |                                                            |

|  | فقمة حلقية  |
|  |             |
|  | فقمة بايكال |
|  |             |